# روبرت جي. كايزر
روبرت جي. كايزر (بالإنجليزية: Robert G. Kaiser)‏ هو صحفي أمريكي، ولد في 1943 في واشنطن العاصمة في الولايات المتحدة.